# Luigi Felice Rossi
Luigi Felice Rossi (Brandizzo, 27 luglio 1805 – Torino, 20 giugno 1863) è stato un compositore e critico musicale italiano.

## Biografia
Allievo di Pietro Raimondi e Nicola Antonio Zingarelli. Fu direttore della scuola comunale di musica di Torino e di alcune delle prime scuole di canto corale.
Scrisse un'opera, Gli avventurieri, che fu rappresentata per la prima volta a Torino nel 1835 con successo. Tuttavia, quando l'opera venne successivamente proposta al Teatro alla Scala di Milano, fu ridicolizzata dalla critica milanese.
Musicò un inno (Inno al Re, o La Coccarda), dedicato a Carlo Alberto di Savoia da Giuseppe Bertoldi, poeta e politico fubinese.
Venne ritratto dallo scultore Pietro Della Vedova in un busto in marmo che fu esposto a Torino alla Promotrice delle Belle Arti, nel 1866.